# Старий Кобжинець
Старий Кобжинець (пол. Stary Kobrzyniec, нім. Köbern) — село в Польщі, у гміні Роґово Рипінського повіту Куявсько-Поморського воєводства.
Населення — 237 осіб (2011).
У 1975-1998 роках село належало до Влоцлавського воєводства.

## Демографія
Демографічна структура станом на 31 березня 2011 року:
|          | Загалом | Допрацездатний вік | Працездатний вік | Постпрацездатний вік |
| -------- | ------- | ------------------ | ---------------- | -------------------- |
| Чоловіки | 124     | 31                 | 82               | 11                   |
| Жінки    | 113     | 25                 | 55               | 33                   |
| Разом    | 237     | 56                 | 137              | 44                   |